# Antoine Adams
Antoine Xavier Adams (Basseterre, 31 agosto 1988) è un velocista nevisiano.

## Palmarès
| Anno | Manifestazione          | Sede           | Evento      | Risultato        | Prestazione | Note                                     |
| ---- | ----------------------- | -------------- | ----------- | ---------------- | ----------- | ---------------------------------------- |
| 2007 | Campionati NACAC        | San Salvador   | 4x100 m     | 5º               | 40"37       |                                          |
| 2010 | Giochi CAC              | Mayagüez       | 100 m piani | Batteria         | 10"49       |                                          |
| 2010 | Giochi CAC              | Mayagüez       | 200 m piani | Batteria         | 21"14       |                                          |
| 2010 | Giochi CAC              | Mayagüez       | 4x100 m     | 7º               | 39"43       |                                          |
| 2010 | Giochi del Commonwealth | Delhi          | 200 m piani | Quarti di finale | 21"69       |                                          |
| 2011 | Campionati CAC          | Mayagüez       | 100 m piani | Batteria         | 10"57       |                                          |
| 2011 | Campionati CAC          | Mayagüez       | 200 m piani | Batteria         | 21"39       |                                          |
| 2011 | Campionati CAC          | Mayagüez       | 4×100 m     | Bronzo           | 39"07       | Record nazionale                         |
| 2011 | Mondiali                | Taegu          | 4×100 m     | Bronzo           | 38"49       |                                          |
| 2011 | Giochi panamericani     | Guadalajara    | 200 m piani | Semifinale       | 20"76       |                                          |
| 2011 | Giochi panamericani     | Guadalajara    | 4x100 m     | Argento          | 38"81       |                                          |
| 2012 | Giochi olimpici         | Londra         | 100 m piani | Semifinale       | 10"27       |                                          |
| 2012 | Giochi olimpici         | Londra         | 200 m piani | Semifinale       | dq          |                                          |
| 2012 | Giochi olimpici         | Londra         | 4x100 m     | Batteria         | 38"41       |                                          |
| 2013 | Campionati CAC          | Morelia        | 200 m piani | Oro              | 20"13       | Record nazionale                         |
| 2013 | Campionati CAC          | Morelia        | 4×100 m     | 6º               | 39"82       |                                          |
| 2013 | Mondiali                | Mosca          | 100 m piani | Semifinale       | 10"17       |                                          |
| 2013 | Mondiali                | Mosca          | 200 m piani | Semifinale       | 20"47       |                                          |
| 2013 | Mondiali                | Mosca          | 4x100 m     | Batteria         | 38"58       |                                          |
| 2014 | World Relays            | Nassau         | 4×100 m     | 12º              | 39"07       |                                          |
| 2014 | World Relays            | Nassau         | 4×200 m     | Argento          | 1'20"51     |                                          |
| 2014 | Giochi del Commonwealth | Glasgow        | 100 m piani | 4º               | 10"16       |                                          |
| 2014 | Giochi del Commonwealth | Glasgow        | 200 m piani | Semifinale       | 20"76       |                                          |
| 2014 | Giochi CAC              | Xalapa         | 4x100 m     | 4º               | 39"35       |                                          |
| 2015 | World Relays            | Nassau         | 4×100 m     | 6º               | 38"85       |                                          |
| 2015 | World Relays            | Nassau         | 4×200 m     | 6º               | 1'22"92     |                                          |
| 2015 | Giochi panamericani     | Toronto        | 100 m piani | Bronzo           | 10"09       | Miglior prestazione personale stagionale |
| 2015 | Giochi panamericani     | Toronto        | 200 m piani | Semifinale       | 20"82       |                                          |
| 2015 | Campionati NACAC        | San José       | 200 m piani | Bronzo           | 20"47       |                                          |
| 2015 | Campionati NACAC        | San José       | 4x100 m     | 6º               | 39"20       |                                          |
| 2015 | Mondiali                | Pechino        | 100 m piani | Batteria         | 10"23       |                                          |
| 2015 | Mondiali                | Pechino        | 200 m piani | Batteria         | 20"75       |                                          |
| 2016 | Mondiali indoor         | Portland       | 60 m piani  | Semifinale       | 6"66        |                                          |
| 2016 | Giochi olimpici         | Rio de Janeiro | 100 m piani | Batteria         | 10"12       |                                          |
| 2016 | Giochi olimpici         | Rio de Janeiro | 200 m piani | Batteria         | 20"49       |                                          |
| 2016 | Giochi olimpici         | Rio de Janeiro | 4×100 m     | Batteria         | 39"81       |                                          |